# Prostitución en Hong Kong

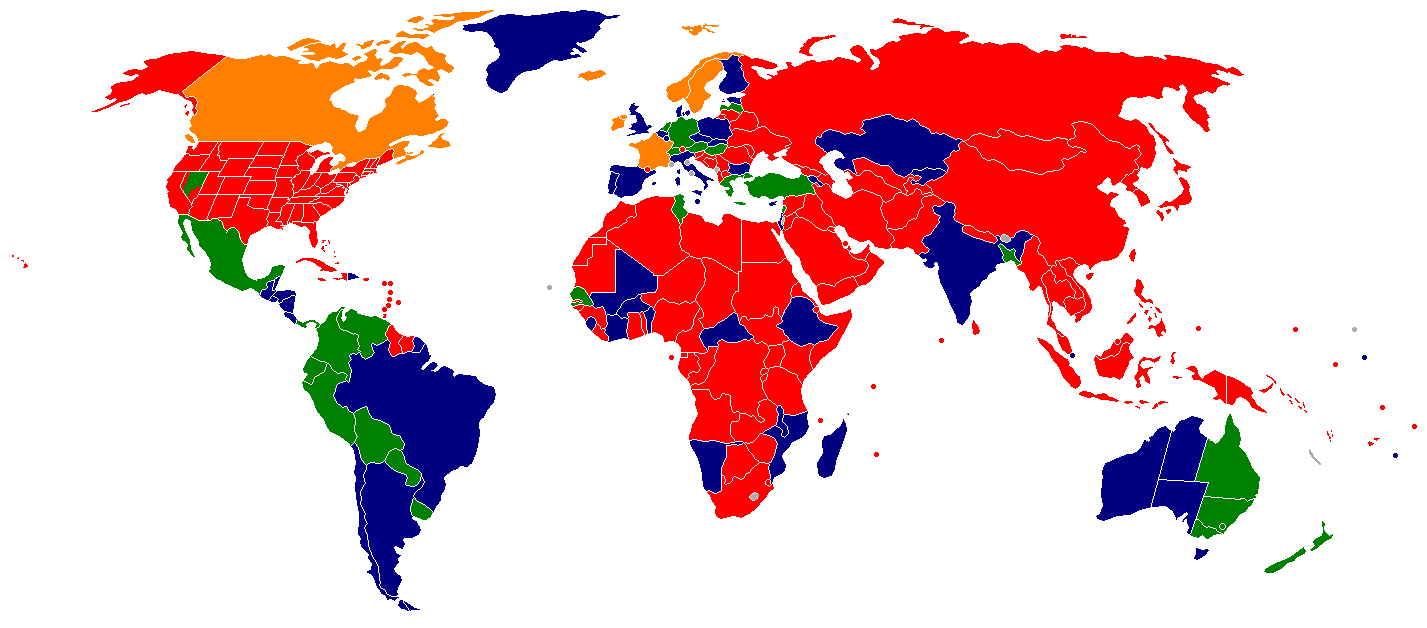
Estado de la ley de prostitución en el mundo.
Prostitución legal enmarcada por leyes.
La prostitución tolerada, no legalizada y, por tanto, no regulada. Las actividades organizadas (burdeles o proxenetismo) son ilegales.
Tanto la compra como la venta de la prostitución está sancionada por la ley.
Venta de la prostitución legal, compra ilegal.
No especificado.

La prostitución en Hong Kong es legal en sí misma, lo que no es el caso en China continental. Pero los burdeles, la prostitución organizada, la prostitución de menores o el proxenetismo están prohibidos.

## Regulaciones y prácticas
La prostitución en Hong Kong tiene lugar en edificios estructurados en habitaciones, salones de masajes, bares o clubes de estriptis.
Al prohibir los burdeles y los proxenetas, la ciudad dio origen a una práctica de prostitución conocida como «una mujer, un dormitorio». No hay nada ilegal en alquilar una habitación a una prostituta, siempre que ella lleve a cabo su negocio sola. Así, el edificio Fuji tiene capacidad para más de cien prostitutas cada una en una sola habitación. Las redadas policiales se realizan no para reprimir la prostitución sino porque algunas de ellas violan las leyes de inmigración, con permisos ilegales o inmigrantes ilegales. Las ventajas de estos edificios para prostitutas son múltiples; no recibirán ninguna queja de sus vecinos, a diferencia de un edificio residencial, la protección de las mujeres es mayor cuando los propietarios aceptan el establecimiento de una red de vigilancia en las áreas comunes, o incluso un botón de ayuda en cada habitación individual. Sin embargo, la implementación de estas protecciones está lejos de ser generalizada.

## Origen de las prostitutas
Wan Chai es el tradicional barrio rojo. Suzie Wong, de la película El mundo de Suzie Wong ambientada en el barrio rojo, se convirtió en la encarnación de la prostituta de Hong Kong. Este distrito ahora es frecuentado especialmente por turistas y expatriados estadounidenses. Pero en 2003, el gobierno de Pekín permitió a los turistas chinos viajar a Hong Kong con un permiso especial, llamado Plan de Visita Individual, esto causó que el número de trabajadoras sexuales de China continental en Hong Kong aumentara notablemente.